# كسر الجذر العمودي
كسور الجذر العمودية هي نوع من الكسور المصاحبة للسن، ويمكن تصنيفها إلى كسور غير كاملة أو كاملة تمتد على طول المحور الطولي باتجاه قمّة الجذر. تشكل كسور الجذرالعمودية ما نسبته 2-5 % من كسور التاج /الجذر، وتكون أكثر شيوعا في الأسنان المعالجة لبياً وعند المرضى الذين تجاوزوا الأربعين عاماً.
ويعتبر كسر الجذر العمودي الكامل كارثيّ، حيث أن قلع السن يكون غالباً الحل الوحيد المعقول لهذه الحالة.
غالباً ما تحدث هذه الكسور في الأسنان المعرضة سابقاً لعلاج شديد، ويعتقد أن الإزالة الزائدة من العاج خلال معالجة قناة الجذر تضعف الأسنان، لهذا السبب ينبغي تجنب التشكيل المفرط للقناة. وقد يكون الضغط الشديد على السن سبباً لحدوث الكسر، وذلك قد يحدث أثناء رصّ الطَبرَخيّ خلال عملية حشو قناة الجذر. بعض الصدمات قد تكون سبباً في إحداث شق في الجذر.

## الأعراض
وتشمل الأعراض الشعور بالألم لفترة قصيرة عند العض على الأسنان، والحساسية لتغير درجات الحرارة. كما يمكن ملاحظة تخلخل في السن وعدم ثبات فيه. وفي العديد من الحالات يلاحظ ة جود انتفاخات وجيوب وحيدة كما هو موضح بالصورة.
ربما تكون هذه الكسور واضحة جليّة، أو غير مرئية والتي قد تظهر باستخدام التضوّء (نفوذ الضوء). وقد تلاحظ بعض التغيرات الإشعاعية مثل إشفاف الأشعة في منطقة الكسر.

### اختلاف قابلية الأسنان للكسر
الضواحك السنية هي الأكثر تعرضا لكسور الجذور العامودية يليها الرحى (الطواحن) ثم القواطع (الأمامية) ثم الأنياب. والأكثر قابلية للكسر تحديدا جذور الضواحك العلوية والسفلية والجذور الإنْسِيّة للرحى السفلية والقواطع السفلية.

## التشخيص
قد يكون تشخيص كسر الجذر العمودي صعباً؛ وذلك لأن الكسر غير ظاهر.
ويمكن استخدام الأشعة المقطعية المخروطية المحوسبة لهذه الأغراض.

## العلاج
المحافظة على السن المنكسر عاموديا يساعد في تحسين وظيفة وجمالية السن ويساعد في الحفاظ على ثبات تقوس الأسنان عن طريق الحفاظ على ارتفاع العظم السنخي المحيط بجذور الأسنان.
تم القيام بالعديد من المحاولات عبر التاريخ لعلاج الجذر المنكسر عاموديا، لكن التنبؤ طويل الامد لإعادة تجميع الجذر المنكسر يبقى قابل لطرح الأسئلة ويحتاج العديد من المتابعة. في المقابل، هناك دراسات أثبتت دور الاجراءات اللبية والمواد والتركيبات (بعد اللبية) في احداث كسر الجذر العامودي.
بالحديث عن الطرق العلاجية لكسور الجذور العامودية فإنه من الأفضل خلع السن إذا كان من الأسنان وحيدة الجذر مثل الأسنان الأمامية والأنياب، اما في حالات الأسنان متعددة الجذور فانه تم إجراء الكثير من المحاولات عبر التاريخ لإعادة جمع أجزاء الجذر وإعادة زرعه داخل تجويف السنخ مرة أخرى.
التشخيص المبكر للجذر المكسور عاموديا يساهم في منع فقدان المزيد من العظم مما يزيد من صعوبة إعادة جمع العظم ببعضه وتعتبر تقنية الزرعات السنية الخيار الأفضل لعلاج كسر الجذر مستقبلا.